# Flintlock: The Siege of Dawn
Flintlock: The Siege of Dawn é um jogo eletrônico de RPG de ação desenvolvido pela A44 Games e publicado pela Kepler Interactive. O jogo foi lançado para Microsoft Windows, Xbox Series X/S e PlayStation 5 em 18 de julho de 2024. O jogo está disponível no Xbox Game Pass desde o seu lançamento, após o lançamento, recebeu críticas mistas dos críticos.

## Jogabilidade
Flintlock: The Siege of Dawn é um jogo de RPG de ação jogado a partir de uma perspectiva de terceira pessoa. No jogo, o jogador assume o controle de Nor Vanek, um membro de uma coalizão que deve salvar a humanidade da extinção lutando contra os antigos deuses. Em Flintlock, o jogador pode usar armas brancas e armas de fogo de pederneira para atacar os inimigos, embora a munição seja escassa no jogo. À medida que o personagem do jogador ataca ou apara os ataques recebidos, eles gradualmente enchem a barra de armadura de um inimigo. Uma vez que esteja completamente preenchido, os jogadores podem desferir um ataque devastador que mata inimigos normais instantaneamente ou enfraquece significativamente um personagem chefe. Executar inimigos usando o machado de Nor recarregará munição para suas armas de pederneira, enquanto matar inimigos com suas armas de fogo de pederneira restaurará a armadura. O jogador será acompanhado por Enki, uma misteriosa criatura parecida com uma raposa. Enki pode ser comandado para distrair ou atordoar os inimigos, teletransportar o jogador ou infundir os ataques de Nor com magia. Através das habilidades mágicas de Enki, os jogadores podem adquirir as habilidades especiais de um personagem chefe depois de matá-lo.
O mundo aberto de Flintlock é dividido em três regiões diferentes. Os jogadores podem participar de diferentes atividades paralelas, o que pode mudar o estado do mundo do jogo e sua população. Por exemplo, matar os inimigos em uma vila fará com que sua comunidade original retorne, desbloqueando assim novas missões e conteúdo secundário. À medida que os jogadores completam missões e exploram o mundo, eles encontrarão outros personagens não jogáveis. Alguns dos quais se juntarão ao grupo do jogador e aparecerão na caravana do jogador. A caravana de Nor serve como uma área central na qual os jogadores podem criar ou atualizar itens. Algumas armas são compradas por meio de "reputação", que é obtida à medida que os jogadores progridem no jogo e completam missões. A reputação é perdida quando o personagem do jogador é morto, embora possa ser readquirido no local onde o personagem do jogador morreu anteriormente. Os jogadores também podem desbloquear novas habilidades ganhando pontos de experiência, que permanecerão permanentemente com o personagem do jogador. Os NPCs recrutados também desbloquearão novas opções de combate e transversal. Por exemplo, engenheiros recrutados por Nor podem usar explosivos para ajudá-la a desbloquear atalhos e áreas secretas.

## Desenvolvimento e lançamento
Flintlock: The Siege of Dawn foi desenvolvido pela A44 Games, o estúdio por trás de Ashen. O jogo foi desenvolvido por uma equipe de cerca de 60 pessoas.  No jogo, armas de fogo e magia são igualmente poderosas. A equipe acreditava que esse conceito (fantasia de pederneira), embora comumente visto em livros, era relativamente menos explorado em filmes ou videogames. O diretor de arte Robert Bruce acrescentou que era um "subgênero inexplorado de fantasia" e comparou o cenário e o tom de Flintlock a Shadow and Bone. A estética do século 19 do jogo foi inspirada em imagens durante a era napoleônica, enquanto o cenário foi influenciado pela paisagem e vida selvagem da Nova Zelândia. Os deuses apresentados no jogo foram inspirados em divindades mesopotâmicas. Os personagens humanos do jogo foram criados usando a ferramenta MetaHuman da Unreal Engine, que permitiu à equipe animar personagens rapidamente, permitindo que a equipe se concentrasse no desenvolvimento e refinamento de outros aspectos do jogo.
A equipe descreveu Flintlock como "em algum lugar no meio" de God of War e Elden Ring. O combate foi amplamente inspirado nos jogos Soulslike, embora a narrativa tenha uma apresentação mais cinematográfica, semelhante aos jogos AAA. Ao projetar o combate, a equipe queria que o jogo tivesse um senso de ritmo, com o diretor do jogo Derek Bradley descrevendo o combate de Flintlock como uma "dança". Os jogadores também são encorajados a realizar truques e se mover acrobaticamente durante o combate, pois o jogo utiliza um sistema de pontuação semelhante aos encontrados nos jogos da série Tony Hawk. A equipe queria que o jogo fosse acessível. Portanto, a A44 introduziu o "Modo Possuído", permitindo que os jogadores ajustem manualmente a dificuldade do jogo. A relação entre Nor e Enki foi inspirada na de Kratos e Atreus em God of War (2018). Enki foi descrito por Bradley como uma "coisinha de raposa com patas de macaco e pés de pássaro". Enki foi descrito como uma criatura "gananciosa", mas "charimística", que inicialmente só via Nor como seu fantoche.  Embora os dois personagens tenham motivações diferentes, os dois acabarão desenvolvendo um "vínculo forte" e seu relacionamento se desenvolverá gradualmente ao longo do jogo.
Flintlock foi anunciado oficialmente em 14 de março de 2022 com um trailer cinematográfico. Foi publicado pela Kepler Interactive, uma editora operada em conjunto por vários desenvolvedores de jogos independentes, incluindo a A44.  Após vários atrasos o jogo foi lançado para Microsoft Windows, Xbox Series X/S e PlayStation 5 em 18 de julho de 2024.

## Recepção
Flintlock: The Siege of Dawn recebeu críticas "mistas ou médias" dos críticos, de acordo com o site agregador de críticas, Metacritic.

## Ligações Externas
- Flintlock: The Siege of Dawn (site oficial)
- Flintlock: The Siege of Dawn. no IMDb.
- Flintlock: The Siege of Dawn no MobyGames